# Kukatpally
Kukatpally è una suddivisione dell'India, classificata come municipality, di 290.591 abitanti, situata nel distretto di Rangareddy, nello stato federato del Telangana. In base al numero di abitanti la città rientra nella classe I (da 100.000 persone in su).

## Società

### Evoluzione demografica
Al censimento del 2001 la popolazione di Kukatpally assommava a 290.591 persone, delle quali 152.159 maschi e 138.432 femmine. I bambini di età inferiore o uguale ai sei anni assommavano a 33.286, dei quali 17.265 maschi e 16.021 femmine. Infine, coloro che erano in grado di saper almeno leggere e scrivere erano 218.911, dei quali 121.788 maschi e 97.123 femmine.